# Aron Eisenberg
Aron Eisenberg (6 de gener de 1969 - 21 de setembre de 2019) va ser un actor i podcaster estatunidenc conegut pel seu paper com a Nog a Star Trek: Deep Space Nine.

## Primers anys
Eisenberg va néixer el 6 de gener de 1969.
Va néixer amb només un ronyó parcialment funcional, cosa que li limitava l'alçada, i va rebre un trasplantament de ronyó als 14 anys. Eisenberg va estudiar teatre al Moorpark College de Moorpark, Califòrnia.

## Carrera
Eisenberg va aparèixer en programes de televisió com ara Tales from the Crypt, Amityville: The Evil Escapes, L'imperdible Parker Lewis, The Wonder Years, i General Hospital. Va ser estrella convidada a "Motherly Love", un episodi de Brotherly Love. Eisenberg va ser una estrella convidada recurrent a la sèrie de televisió dels anys 90 The Secret World of Alex Mack, en què va interpretar el personatge de Jerry. Va aparèixer en pel·lícules com The Liars' Club, Puppet Master III, Streets i The Horror Show. Eisenberg és més reconegut pel seu paper recurrent com a Nog, un ferengi, durant les set temporades de Star Trek: Deep Space Nine. Tot i que aquest paper li va demanar que aparegués amb molt maquillatge, també va aparèixer sense maquillatge com a venedor de notícies a l'episodi "Far Beyond the Stars". També va ser estrella convidada com a Kazon anomenat Kar a "Iniciacions", un episodi de Star Trek: Voyager, i va ser presentador i productor del podcast temàtic de Star Trek The 7th Rule. Stephanie Marceau de Screen Rant va enumerar els seus 10 millors episodis de Nog de DS9: "Empok Nor", "Valiant", "Progress", "The Visitor", "Badda-Bing Badda-Bang", "Treachery, Faith, and the Great River", "The Jem'Hadar", "The Magnificent Ferengi", "Heart of Stone", i "It's Only a Paper Moon".
Eisenberg també va actuar a l'escenari en produccions com ara The Indian Wants the Bronx, On Borrowed Time i Minor Demons. Ocasionalment va dirigir per al teatre, com en la producció de 1997 d'On Borrowed Time i la producció de 1998 de The Business of Murder al Conejo Players Theater. La seva última actuació va ser a 7 Days to Vegas (2019).
Eisenberg també va contribuir a dos llibres de l'univers compartit Dragonlance. Se li atribueix el creador dels Players of Gilean, una companyia immortal d'actors del món fantàstic. L'obra d'Eisenberg es va publicar al Best of Tales Volum 1, escrit en col·laboració amb Margaret Weis i als Players of Gilean, escrits en col·laboració amb Jean Rabe.

## Vida personal i mort
Eisenberg va treballar com a fotògraf professional, obrint la seva pròpia galeria en algun moment abans del 2013. L'agost de 2015, a Eisenberg li van diagnosticar de nou insuficiència renal. El 29 de desembre de 2015 va rebre un trasplantament de ronyó amb èxit. El 28 de desembre de 2018, Eisenberg va fugir amb Malíssa Longo. També va ser pare de dos fills amb la seva anterior esposa Jessica Eisenberg.
Eisenberg va morir el 21 de setembre de 2019, als 50 anys.

## Homenatge
A l'episodi de Star Trek: Discovery "Die Trying" que es va emetre el 12 de novembre, El 2020, Eisenberg va ser homenatjat amb un sobrevol d'una nau de la classe Eisenberg anomenada USS Nog amb el número de registre NCC-325070.
La nau també es va oferir com a premi al videojoc Star Trek Online com a premi per completar l'esdeveniment Hivern del 2021.

## Filmografia

### Actuació

#### Pel·lícula
| Any  | Títol                                | Paper          | Notes                                                                                             |
| ---- | ------------------------------------ | -------------- | ------------------------------------------------------------------------------------------------- |
| 1989 | The Horror Show                      | Scott McCarthy | Pel·lícula Slasher dirigida per James Isaac                                                       |
| 1989 | Beverly Hills Brats                  | Simon          | comèdia dirigida per Jim Sotos                                                                    |
| 1990 | Streets                              | 'Roach'        | Drama dirigit per Katt Shea                                                                       |
| 1990 | Playroom                             | Daniel         | Pel·lícula de terror dirigida per Manny Coto                                                      |
| 1990 | Prayer of the Rollerboys             | Adolescent     | Pel·lícula de ciència-ficció dirigida per Rick King                                               |
| 1991 | Puppet Master III: Toulon's Revenge  | Peter Hertz    | - Pel·lícula de terror dirigida per David DeCoteau - Preqüela de Puppet Master i Puppet Master II |
| 1993 | "The Liars' Club"                    | 'Buzz'         | Thriller dirigit per Jeffrey Porter                                                               |
| 1996 | Pterodactyl Woman from Beverly Hills | Tommy Chandler | Pel·lícula de terror dirigida per Philippe Mora                                                   |
| 2017 | Star Trek: Renegades                 | Fnaxnor        | Fanfilm basat en la franquícia Star Trek dirigida per Tim Russ                                    |
| 2019 | 7 Days to Vegas                      | 'Peanut'       | - Comèdia dirigida per Eric Balfour - També conegut com Walk to Vegas                             |

#### Televisió
| Any       | Títol                          | Paper                         | Notes |
| --------- | ------------------------------ | ----------------------------- | --- |
| 1988      | Straight Up                    | Kevin                         | Episodi: "Jam" |
| 1989      | Amityville 4: The Evil Escapes | Brian Evans                   | Telefilm dirigit per Sandor Stern                                                                                   |
| 1989      | Caddie Woodlawn                | Olaf                          | Telefilm dirigit per Giles Walker, basat en una novel·la infantil de Carol Ryrie Brink                              |
| 1990      | The Wonder Years               | Elf                           | Episodi "A Very Cutlip Christmas"                                                                                   |
| 1991      | L'imperdible Parker Lewis      | Steven                        | Episodi "Jerry: Portrait of a Video Junkie"                                                                         |
| 1991      | Tales from the Crypt           | Aaron                         | Episodi "Undertaking Palor"                                                                                         |
| 1993–1999 | Star Trek: Deep Space Nine     | Nog                           | Recurrent |
| 1994      | The Secret World of Alex Mack  | Jerry                         | Episodis "School Dance" i "The Feud"                                                                                |
| 1995      | Star Trek: Voyager             | Kar                           | Episodi "Iniciacions"                                                                                               |
| 1996      | Brotherly Love                 | Ricky 'Little Ricky'          | Episodi "Motherly Love"                                                                                             |
| 1998      | Star Trek: Deep Space Nine     | Venedor de diaris             | Episodi "Far Beyond the Stars"                                                                                      |
| 1998      | Brave New World                | Panelista                     | Telefilm dirigit per Leslie Libman i Larry Williams, basat llunyanament en la novel·la d’Aldous Huxley Un món feliç |
| 2001      | The Division                   | Franklin                      | Episodi "Partners in Crime"                                                                                         |
| 2014      | Sidewalks Entertainment        | Ell mateix                    | Episodi: "Star Trek's Rom & Nog"                                                                                    |
| 2016      | Cozmo's                        | 'Curly'                       | Telefilm dirigit per A.B. Stone                                                                                     |
| 2017      | Blade of Honor                 | Raejin Tektonopolis           | Recurrent |
| 2019      | The 7th Rule                   | Ell mateix                    | Co-host |
| 2019      | Sidewalks Entertainment        | Ell mateix (material d’arxiu) | Episodi: "Remembering Aron Eisenberg"                                                                               |

#### Videojocs
| Any       | Títol            | Paper     | Notes |
| --------- | ---------------- | --------- | --- |
| 2010–2019 | Star Trek Online | Nog (veu) | - Videojoc de rol massiu (MMORPG) desenvolupat per Cryptic Studios basat en la franquícia Star Trek. - Ambientat al segle XXV, 30 anys després dels esdeveniments de Star Trek: Nemesis. |

### Productor
| Any  | Títol        | Notes                                                    |
| ---- | ------------ | -------------------------------------------------------- |
| 2019 | The 7th Rule | Eisenberg, Ryan T. Husk, & Cirroc Lofton foren convidats |

### Documental
| Any       | Títol                                                | Paper      | Notes                                                                                   |
| --------- | ---------------------------------------------------- | ---------- | --------------------------------------------------------------------------------------- |
| 2014–2016 | From the Mouths of Babes                             | Ell mateix | 4 episodis                                                                              |
| 2018      | What We Left Behind: Looking Back at Deep Space Nine | Ell mateix | Retrospectiva de la sèrie i possiblement l'episodi 1 de la temporada 8, si s'hagués fet |